# Lista de temporadas do Los Angeles Dodgers
Este artigo é uma lista das temporadas concluídas pela franquia do Los Angeles Dodgers, equipe de beisebol pertencente a Major League Baseball (MLB), divisão Oeste da National League. Documenta-se aqui os registros de temporada a temporada da franquia, incluindo registros de pós-temporada e premiações para jogadores ou treinadores, desde a estreia em 1883 até 2020. Ao longo do tempo, os Dodgers venceram as edições de 1955, 1959, 1963, 1965, 1981, 1988 e 2020 do World Series; além disso, tem 24 pennants  (títulos de liga) e 19 títulos de divisão.
Até a temporada de 1932, a franquia era estabelecida em Brooklyn, Nova Iorque; e durante esse tempo teve diversos apelidos até finalmente ser nomeado com o atual 'Dodgers'. Além disso, a partir da temporada de 1958, a franquia foi realocada para a cidade de Los Angeles na Califórnia.

## Resultado Temporada por Temporada
| Títulos Pré World Series (1884 – 1891) † | World Series (1903 – Presente) ‡ | Títulos da National League (1892 – Presente)[c] | Títulos de Divisão (1969 – Presente) | Vaga no Wild Card (1994 – Presente) |

| Temporada                | Organização | Liga  | Divisão | Resultado                                           | Vitórias | Derrotas | % Vitórias | GB                                                                 | Playoffs                                                                                                   | Prêmios                                                                                     |
| ------------------------ | ----------- | ----- | ------- | --------------------------------------------------- | -------- | -------- | ---------- | ------------------------------------------------------------------ | --- | ------------------------------------------------------------------------------------------- |
| Brooklyn Grays           |             |       |         |                                                     |          |          |            |                                                                    | |                                                                                             |
| 1883                     | -           | IA†   | -       | 1º                                                  | 44       | 28       | .611       | —                                                                  | |                                                                                             |
| Brooklyn Atlantics       |             |       |         |                                                     |          |          |            |                                                                    | |                                                                                             |
| 1884                     | MLB         | AA    | -       | 9º                                                  | 40       | 64       | .385       | 33½                                                                | |                                                                                             |
| Brooklyn Grays           |             |       |         |                                                     |          |          |            |                                                                    | |                                                                                             |
| 1885                     | MLB         | AA    | -       | 5º                                                  | 53       | 59       | .473       | 26                                                                 | |                                                                                             |
| 1886                     | MLB         | AA    | -       | 3º                                                  | 76       | 61       | .555       | 16                                                                 | |                                                                                             |
| 1887                     | MLB         | AA    | -       | 6º                                                  | 60       | 74       | .448       | 34½                                                                | |                                                                                             |
| Brooklyn Bridegrooms     |             |       |         |                                                     |          |          |            |                                                                    | |                                                                                             |
| 1888                     | MLB         | AA    | -       | 2º                                                  | 88       | 52       | .629       | 6½                                                                 | |                                                                                             |
| 1889                     | MLB         | AA †  | -       | 1º                                                  | 93       | 44       | .679       | —                                                                  | Perdeu World Series (Giants) 6–3                                                                           |                                                                                             |
| 1890                     | MLB         | NL †  | -       | 1º                                                  | 86       | 43       | .667       | —                                                                  | Empatou World Series (Colonels) 3–3–1                                                                      |                                                                                             |
| Brooklyn Grooms          |             |       |         |                                                     |          |          |            |                                                                    | |                                                                                             |
| 1891                     | MLB         | NL    | -       | 6º                                                  | 61       | 76       | .455       | 25½                                                                | |                                                                                             |
| 1892                     | MLB         | NL    | -       | 3º                                                  | 95       | 59       | .617       | 9                                                                  | |                                                                                             |
| 1893                     | MLB         | NL    | -       | 7º                                                  | 65       | 63       | .508       | 20½                                                                | |                                                                                             |
| 1894                     | MLB         | NL    | -       | 5º                                                  | 70       | 61       | .534       | 20½                                                                | |                                                                                             |
| 1895                     | MLB         | NL    | -       | 5º                                                  | 71       | 60       | .542       | 16½                                                                | |                                                                                             |
| Brooklyn Bridegrooms     |             |       |         |                                                     |          |          |            |                                                                    | |                                                                                             |
| 1896                     | MLB         | NL    | -       | 10th                                                | 58       | 73       | .443       | 33                                                                 | |                                                                                             |
| 1897                     | MLB         | NL    | -       | 7º                                                  | 61       | 71       | .462       | 32                                                                 | |                                                                                             |
| 1898                     | MLB         | NL    | -       | 10th                                                | 54       | 91       | .372       | 46                                                                 | |                                                                                             |
| Brooklyn Superbas        |             |       |         |                                                     |          |          |            |                                                                    | |                                                                                             |
| 1899                     | MLB         | NL †  | -       | 1º                                                  | 101      | 47       | .682       | —                                                                  | |                                                                                             |
| 1900                     | MLB         | NL †  | -       | 1º                                                  | 82       | 54       | .603       | —                                                                  | Venceu Chronicle-Telegraph Cup (Pirates) 4–1 †                                                             |                                                                                             |
| 1901                     | MLB         | NL    | -       | 3º                                                  | 79       | 57       | .581       | 9½                                                                 | |                                                                                             |
| 1902                     | MLB         | NL    | -       | 2º                                                  | 75       | 63       | .543       | 27½                                                                | |                                                                                             |
| 1903                     | MLB         | NL    | -       | 5º                                                  | 70       | 66       | .515       | 19                                                                 | |                                                                                             |
| 1904                     | MLB         | NL    | -       | 6º                                                  | 56       | 97       | .366       | 50                                                                 | |                                                                                             |
| 1905                     | MLB         | NL    | -       | 8º                                                  | 48       | 104      | .316       | 56½                                                                | |                                                                                             |
| 1906                     | MLB         | NL    | -       | 5º                                                  | 66       | 86       | .434       | 50                                                                 | |                                                                                             |
| 1907                     | MLB         | NL    | -       | 5º                                                  | 65       | 83       | .439       | 40                                                                 | |                                                                                             |
| 1908                     | MLB         | NL    | -       | 7º                                                  | 53       | 101      | .344       | 46                                                                 | |                                                                                             |
| 1909                     | MLB         | NL    | -       | 6º                                                  | 55       | 98       | .359       | 55½                                                                | |                                                                                             |
| 1910                     | MLB         | NL    | -       | 6º                                                  | 64       | 90       | .416       | 40                                                                 | |                                                                                             |
| Brooklyn Trolley Dodgers |             |       |         |                                                     |          |          |            |                                                                    | |                                                                                             |
| 1911                     | MLB         | NL    | -       | 7º                                                  | 64       | 86       | .427       | 33½                                                                | |                                                                                             |
| 1912                     | MLB         | NL    | -       | 7º                                                  | 58       | 95       | .379       | 46                                                                 | |                                                                                             |
| Brooklyn Dodgers         |             |       |         |                                                     |          |          |            |                                                                    | |                                                                                             |
| 1913                     | MLB         | NL    |         | 6º                                                  | 65       | 84       | .436       | 34½                                                                | | Jake Daubert (MVP)                                                                          |
| Brooklyn Robins          |             |       |         |                                                     |          |          |            |                                                                    | |                                                                                             |
| 1914                     | MLB         | NL    | -       | 5º                                                  | 75       | 79       | .487       | 19½                                                                | |                                                                                             |
| 1915                     | MLB         | NL    | -       | 3º                                                  | 80       | 72       | .526       | 10                                                                 | |                                                                                             |
| 1916                     | MLB         | NL    | -       | 1º                                                  | 94       | 60       | .610       | —                                                                  | Perdeu World Series (Red Sox) 4–1                                                                          |                                                                                             |
| 1917                     | MLB         | NL    | -       | 7º                                                  | 70       | 81       | .464       | 26½                                                                | |                                                                                             |
| 1918                     | MLB         | NL    | -       | 5º                                                  | 57       | 69       | .452       | 25½                                                                | |                                                                                             |
| 1919                     | MLB         | NL    | -       | 5º                                                  | 69       | 71       | .493       | 27                                                                 | |                                                                                             |
| 1920                     | MLB         | NL    | -       | 1º                                                  | 93       | 61       | .604       | —                                                                  | Perdeu World Series (Indians) 5–2                                                                          |                                                                                             |
| 1921                     | MLB         | NL    | -       | 5º                                                  | 77       | 75       | .507       | 16½                                                                | |                                                                                             |
| 1922                     | MLB         | NL    | -       | 6º                                                  | 76       | 78       | .494       | 17                                                                 | |                                                                                             |
| 1923                     | MLB         | NL    | -       | 6º                                                  | 76       | 78       | .494       | 19½                                                                | |                                                                                             |
| 1924                     | MLB         | NL    | -       | 2º                                                  | 92       | 62       | .597       | 1½                                                                 | | Dazzy Vance (MVP, TC)                                                                       |
| 1925                     | MLB         | NL    | -       | 7º                                                  | 68       | 85       | .444       | 27                                                                 | |                                                                                             |
| 1926                     | MLB         | NL    | -       | 6º                                                  | 71       | 82       | .464       | 17½                                                                | |                                                                                             |
| 1927                     | MLB         | NL    | -       | 6º                                                  | 65       | 88       | .425       | 28½                                                                | |                                                                                             |
| 1928                     | MLB         | NL    | -       | 6º                                                  | 77       | 76       | .503       | 17½                                                                | |                                                                                             |
| 1929                     | MLB         | NL    | -       | 6º                                                  | 70       | 83       | .458       | 28½                                                                | |                                                                                             |
| 1930                     | MLB         | NL    | -       | 4º                                                  | 86       | 68       | .558       | 6                                                                  | |                                                                                             |
| 1931                     | MLB         | NL    | -       | 4º                                                  | 79       | 73       | .520       | 21                                                                 | |                                                                                             |
| Brooklyn Dodgers         |             |       |         |                                                     |          |          |            |                                                                    | |                                                                                             |
| 1932                     | MLB         | NL    | -       | 3º                                                  | 81       | 73       | .526       | 9                                                                  | |                                                                                             |
| 1933                     | MLB         | NL    | -       | 6º                                                  | 65       | 88       | .425       | 26½                                                                | |                                                                                             |
| 1934                     | MLB         | NL    | -       | 6º                                                  | 71       | 81       | .467       | 23½                                                                | |                                                                                             |
| 1935                     | MLB         | NL    | -       | 5º                                                  | 70       | 83       | .458       | 29½                                                                | |                                                                                             |
| 1936                     | MLB         | NL    | -       | 7º                                                  | 67       | 87       | .435       | 25                                                                 | |                                                                                             |
| 1937                     | MLB         | NL    | -       | 6º                                                  | 62       | 91       | .405       | 33½                                                                | |                                                                                             |
| 1938                     | MLB         | NL    | -       | 7º                                                  | 69       | 80       | .463       | 18½                                                                | |                                                                                             |
| 1939                     | MLB         | NL    | -       | 3º                                                  | 84       | 69       | .549       | 12½                                                                | |                                                                                             |
| 1940                     | MLB         | NL    | -       | 2º                                                  | 88       | 65       | .575       | 12                                                                 | |                                                                                             |
| 1941                     | MLB         | NL    | -       | 1º                                                  | 100      | 54       | .649       | —                                                                  | Perdeu World Series (Yankees) 4–1                                                                          | Dolph Camilli (MVP)                                                                         |
| 1942                     | MLB         | NL    | -       | 2º                                                  | 104      | 50       | .675       | 2                                                                  | |                                                                                             |
| 1943                     | MLB         | NL    | -       | 3º                                                  | 81       | 72       | .529       | 23½                                                                | |                                                                                             |
| 1944                     | MLB         | NL    | -       | 7º                                                  | 63       | 91       | .409       | 42                                                                 | |                                                                                             |
| 1945                     | MLB         | NL    | -       | 3º                                                  | 87       | 67       | .565       | 11                                                                 | |                                                                                             |
| 1946                     | MLB         | NL    | -       | 2º                                                  | 96       | 60       | .615       | 2                                                                  | |                                                                                             |
| 1947                     | MLB         | NL    | -       | 1º                                                  | 94       | 60       | .610       | —                                                                  | Perdeu World Series (Yankees) 4–3                                                                          | Jackie Robinson (ROY)                                                                       |
| 1948                     | MLB         | NL    | -       | 3º                                                  | 84       | 70       | .545       | 7½                                                                 | |                                                                                             |
| 1949                     | MLB         | NL    | -       | 1º                                                  | 97       | 57       | .630       | —                                                                  | Perdeu World Series (Yankees) 4–1                                                                          | Jackie Robinson (MVP) Don Newcombe (ROY)                                                    |
| 1950                     | MLB         | NL    | -       | 2º                                                  | 89       | 65       | .578       | 2                                                                  | |                                                                                             |
| 1951                     | MLB         | NL    | -       | 2º                                                  | 97       | 60       | .618       | 1                                                                  | | Roy Campanella (MVP)                                                                        |
| 1952                     | MLB         | NL    | -       | 1º                                                  | 96       | 57       | .627       | —                                                                  | Perdeu World Series (Yankees) 4–3                                                                          | Joe Black (ROY)                                                                             |
| 1953                     | MLB         | NL    | -       | 1º                                                  | 105      | 49       | .682       | —                                                                  | Perdeu World Series (Yankees) 4–2                                                                          | Roy Campanella (MVP) Jim Gilliam (ROY)                                                      |
| 1954                     | MLB         | NL    | -       | 2º                                                  | 92       | 62       | .597       | 5                                                                  | |                                                                                             |
| 1955                     | MLB ‡       | NL    | -       | 1º                                                  | 98       | 55       | .641       | —                                                                  | Venceu World Series (Yankees) 4–3                                                                          | Roy Campanella (MVP) Johnny Podres (WS MVP)                                                 |
| 1956                     | MLB         | NL    | -       | 1º                                                  | 93       | 61       | .604       | —                                                                  | Perdeu World Series (Yankees) 4–3                                                                          | Don Newcombe (MVP, CYA)                                                                     |
| 1957                     | MLB         | NL    | -       | 3º                                                  | 84       | 70       | .545       | 11                                                                 | |                                                                                             |
| Los Angeles Dodgers      |             |       |         |                                                     |          |          |            |                                                                    | |                                                                                             |
| 1958                     | MLB         | NL    | -       | 7º                                                  | 71       | 83       | .461       | 21                                                                 | |                                                                                             |
| 1959                     | MLB ‡       | NL    | -       | 1º                                                  | 88       | 68       | .564       | —                                                                  | Venceu World Series (White Sox) 4–2                                                                        | Larry Sherry (WS MVP)                                                                       |
| 1960                     | MLB         | NL    | -       | 4º                                                  | 82       | 72       | .532       | 13                                                                 | | Frank Howard (ROY)                                                                          |
| 1961                     | MLB         | NL    | -       | 2º                                                  | 89       | 65       | .578       | 4                                                                  | |                                                                                             |
| 1962                     | MLB         | NL    | -       | 2º                                                  | 102      | 63       | .618       | 1                                                                  | | Maury Wills (MVP) Don Drysdale (CYA)                                                        |
| 1963                     | MLB ‡       | NL    | -       | 1º                                                  | 99       | 63       | .611       | —                                                                  | Venceu World Series (Yankees) 4–0                                                                          | Sandy Koufax (MVP,CYA,TC,WS MVP)                                                            |
| 1964                     | MLB         | NL    | -       | 7º                                                  | 80       | 82       | .494       | 13                                                                 | |                                                                                             |
| 1965                     | MLB ‡       | NL    | -       | 1º                                                  | 97       | 65       | .599       | —                                                                  | Venceu World Series (Twins) 4–3                                                                            | Sandy Koufax (CYA, TC, WS MVP) Jim Lefebvre (ROY)                                           |
| 1966                     | MLB         | NL    | -       | 1º                                                  | 95       | 67       | .586       | —                                                                  | Perdeu World Series (Orioles) 4–0                                                                          | Sandy Koufax (CYA, TC)                                                                      |
| 1967                     | MLB         | NL    | -       | 8º                                                  | 73       | 89       | .451       | 28½                                                                | |                                                                                             |
| 1968                     | MLB         | NL    | -       | 8º                                                  | 76       | 86       | .469       | 21                                                                 | |                                                                                             |
| 1969                     | MLB         | NL    | Oeste   | 4º                                                  | 85       | 77       | .525       | 8                                                                  | | Ted Sizemore (ROY)                                                                          |
| 1970                     | MLB         | NL    | Oeste   | 2º                                                  | 87       | 74       | .540       | 14½                                                                | |                                                                                             |
| 1971                     | MLB         | NL    | Oeste   | 2º                                                  | 89       | 73       | .549       | 1                                                                  | |                                                                                             |
| 1972                     | MLB         | NL    | Oeste   | 3º                                                  | 85       | 70       | .548       | 10½                                                                | |                                                                                             |
| 1973                     | MLB         | NL    | Oeste   | 2º                                                  | 95       | 66       | .590       | 3½                                                                 | |                                                                                             |
| 1974                     | MLB         | NL    | Oeste   | 1º                                                  | 102      | 60       | .630       | —                                                                  | Venceu NLCS (Pirates) 3–1 Perdeu World Series (Athletics) 4–1                                              | Steve Garvey (MVP) Mike Marshall (CYA)                                                      |
| 1975                     | MLB         | NL    | Oeste   | 2º                                                  | 88       | 74       | .543       | 20                                                                 | |                                                                                             |
| 1976                     | MLB         | NL    | Oeste   | 2º                                                  | 92       | 70       | .568       | 10                                                                 | |                                                                                             |
| 1977                     | MLB         | NL    | Oeste   | 1º                                                  | 98       | 64       | .605       | —                                                                  | Venceu NLCS (Phillies) 3–1Perdeu World Series (Yankees) 4–2                                                |                                                                                             |
| 1978                     | MLB         | NL    | Oeste   | 1º                                                  | 95       | 67       | .586       | —                                                                  | Venceu NLCS (Phillies) 3–1 Perdeu World Series (Yankees) 4–2                                               |                                                                                             |
| 1979                     | MLB         | NL    | Oeste   | 3º                                                  | 79       | 83       | .488       | 11½                                                                | | Rick Sutcliffe (ROY)                                                                        |
| 1980                     | MLB         | NL    | Oeste   | 2º                                                  | 92       | 71       | .564       | 1                                                                  | | Steve Howe (ROY)                                                                            |
| 1981                     | MLB ‡       | NL    | Oeste   | 1º                                                  | 36       | 21       | .632       | —                                                                  | Venceu NLDS (Astros) 3–2 Venceu NLCS (Expos) 3–2 Venceu World Series (Yankees) 4–2                         | Fernando Valenzuela (CYA, ROY) Ron Cey (WS MVP)Pedro Guerrero (WS MVP)Steve Yeager (WS MVP) |
| 1981                     | MLB ‡       | NL    | Oeste   | 4º                                                  | 27       | 26       | .509       | 6                                                                  | Venceu NLDS (Astros) 3–2 Venceu NLCS (Expos) 3–2 Venceu World Series (Yankees) 4–2                         | Fernando Valenzuela (CYA, ROY) Ron Cey (WS MVP)Pedro Guerrero (WS MVP)Steve Yeager (WS MVP) |
| 1982                     | MLB         | NL    | Oeste   | 2º                                                  | 88       | 74       | .543       | 1                                                                  | | Steve Sax (ROY)                                                                             |
| 1983                     | MLB         | NL    | Oeste   | 1º                                                  | 91       | 71       | .562       | —                                                                  | Perdeu NLCS (Phillies) 3–1                                                                                 | Tommy Lasorda (MOY)                                                                         |
| 1984                     | MLB         | NL    | Oeste   | 4º                                                  | 79       | 83       | .488       | 13                                                                 | |                                                                                             |
| 1985                     | MLB         | NL    | Oeste   | 1º                                                  | 95       | 67       | .586       | —                                                                  | Perdeu NLCS (Cardinals) 4–2                                                                                |                                                                                             |
| 1986                     | MLB         | NL    | Oeste   | 5º                                                  | 73       | 89       | .451       | 23                                                                 | |                                                                                             |
| 1987                     | MLB         | NL    | Oeste   | 4º                                                  | 73       | 89       | .451       | 17                                                                 | |                                                                                             |
| 1988                     | MLB ‡       | NL    | Oeste   | 1º                                                  | 94       | 67       | .584       | —                                                                  | Venceu NLCS (Mets) 4–3 Venceu World Series (Athletics) 4–1 ‡                                               | Kirk Gibson (MVP) Orel Hershiser (CYA, WS MVP) Tommy Lasorda (MOY)                          |
| 1989                     | MLB         | NL    | Oeste   | 4º                                                  | 77       | 83       | .481       | 14                                                                 | |                                                                                             |
| 1990                     | MLB         | NL    | Oeste   | 2º                                                  | 86       | 76       | .531       | 5                                                                  | |                                                                                             |
| 1991                     | MLB         | NL    | Oeste   | 2º                                                  | 93       | 69       | .574       | 1                                                                  | |                                                                                             |
| 1992                     | MLB         | NL    | Oeste   | 6º                                                  | 63       | 99       | .389       | 35                                                                 | | Eric Karros (ROY)                                                                           |
| 1993                     | MLB         | NL    | Oeste   | 4º                                                  | 81       | 81       | .500       | 23                                                                 | | Mike Piazza (ROY)                                                                           |
| 1994                     | MLB         | NL    | Oeste   | 1º                                                  | 58       | 56       | .509       | —                                                                  | Playoffs Cancelado                                                                                         | Raúl Mondesí (ROY)                                                                          |
| 1995                     | MLB         | NL    | Oeste   | 1º                                                  | 78       | 66       | .542       | —                                                                  | Perdeu NLDS (Reds) 3–0                                                                                     | Hideo Nomo (ROY)                                                                            |
| 1996                     | MLB         | NL    | Oeste   | 2º                                                  | 90       | 72       | .556       | 1                                                                  | Perdeu NLDS (Braves) 3–0                                                                                   | Todd Hollandsworth (ROY)                                                                    |
| 1997                     | MLB         | NL    | Oeste   | 2º                                                  | 88       | 74       | .543       | 2                                                                  | |                                                                                             |
| 1998                     | MLB         | NL    | Oeste   | 3º                                                  | 83       | 79       | .512       | 15                                                                 | |                                                                                             |
| 1999                     | MLB         | NL    | Oeste   | 3º                                                  | 77       | 85       | .475       | 23                                                                 | |                                                                                             |
| 2000                     | MLB         | NL    | Oeste   | 2º                                                  | 86       | 76       | .531       | 11                                                                 | |                                                                                             |
| 2001                     | MLB         | NL    | Oeste   | 3º                                                  | 86       | 76       | .531       | 6                                                                  | |                                                                                             |
| 2002                     | MLB         | NL    | Oeste   | 3º                                                  | 92       | 70       | .568       | 6                                                                  | |                                                                                             |
| 2003                     | MLB         | NL    | Oeste   | 2º                                                  | 85       | 77       | .525       | 15½                                                                | | Éric Gagné (CYA)                                                                            |
| 2004                     | MLB         | NL    | Oeste   | 1º                                                  | 93       | 69       | .574       | —                                                                  | Perdeu NLDS (Cardinals) 3–1                                                                                |                                                                                             |
| 2005                     | MLB         | NL    | Oeste   | 4º                                                  | 71       | 91       | .438       | 11                                                                 | |                                                                                             |
| 2006                     | MLB         | NL    | Oeste   | 2º                                                  | 88       | 74       | .543       | —                                                                  | Perdeu NLDS (Mets) 3–0                                                                                     |                                                                                             |
| 2007                     | MLB         | NL    | Oeste   | 4º                                                  | 82       | 80       | .506       | 8                                                                  | |                                                                                             |
| 2008                     | MLB         | NL    | Oeste   | 1º                                                  | 84       | 78       | .519       | —                                                                  | Venceu NLDS (Cubs) 3–0 Perdeu NLCS (Phillies) 4–1                                                          |                                                                                             |
| 2009                     | MLB         | NL    | Oeste   | 1º                                                  | 95       | 67       | .586       | —                                                                  | Venceu NLDS (Cardinals) 3–0 Perdeu NLCS (Phillies) 4–1                                                     |                                                                                             |
| 2010                     | MLB         | NL    | Oeste   | 4º                                                  | 80       | 82       | .494       | 12                                                                 | |                                                                                             |
| 2011                     | MLB         | NL    | Oeste   | 3º                                                  | 82       | 79       | .509       | 11½                                                                | | Clayton Kershaw (CYA, TC)                                                                   |
| 2012                     | MLB         | NL    | Oeste   | 2º                                                  | 86       | 76       | .531       | 8                                                                  | |                                                                                             |
| 2013                     | MLB         | NL    | Oeste   | 1º                                                  | 92       | 70       | .568       | —                                                                  | Venceu NLDS (Braves) 3–1 Perdeu NLCS (Cardinals) 4–2                                                       | Clayton Kershaw (CYA)                                                                       |
| 2014                     | MLB         | NL    | Oeste   | 1º                                                  | 94       | 68       | .580       | —                                                                  | Perdeu NLDS (Cardinals) 3–1                                                                                | Clayton Kershaw (MVP, CYA)                                                                  |
| 2015                     | MLB         | NL    | Oeste   | 1º                                                  | 92       | 70       | .568       | —                                                                  | Perdeu NLDS (Mets) 3–2                                                                                     |                                                                                             |
| 2016                     | MLB         | NL    | Oeste   | 1º                                                  | 91       | 71       | .562       | —                                                                  | Venceu NLDS (Nationals) 3–2 Perdeu NLCS (Cubs) 4–2                                                         | Corey Seager (ROY) Dave Roberts (MOY)                                                       |
| 2017                     | MLB         | NL    | Oeste   | 1º                                                  | 104      | 58       | .642       | —                                                                  | Venceu NLDS (Diamondbacks) 3–0 Venceu NLCS (Cubs) 4–1 Perdeu World Series (Astros) 4–3                     | Cody Bellinger (ROY)                                                                        |
| 2018                     | MLB         | NL    | Oeste   | 1º                                                  | 92       | 71       | .564       | —                                                                  | Venceu NLDS (Braves) 3–1 Venceu NLCS (Brewers) 4–3 Perdeu World Series (Red Sox) 4–1                       |                                                                                             |
| 2019                     | MLB         | NL    | Oeste   | 1º                                                  | 106      | 56       | .654       | —                                                                  | Perdeu NLDS (Nationals) 3–2                                                                                | Cody Bellinger (MVP)                                                                        |
| 2020                     | MLB ‡       | NL    | Oeste   | 1º                                                  | 43       | 17       | .717       | —                                                                  | Venceu NLWC (Brewers) 2–0 Venceu NLDS (Padres) 3–0 Venceu NLCS (Braves) 4–3 Venceu World Series (Rays) 4–2 | Corey Seager (WS MVP)                                                                       |
|                          |             |       |         |                                                     |          |          |            |                                                                    | |                                                                                             |
| Total                    | Total       | Total | Total   | Partidas                                            | Vitórias | Derrotas | % Vitórias |                                                                    | |                                                                                             |
| Total                    | Total       | Total | Total   | 20,852                                              | 11,017   | 9,835    | .528       | Recorde de Temporada Regular Total (1883 - 2020)                   | Recorde de Temporada Regular Total (1883 - 2020)                                                           | Recorde de Temporada Regular Total (1883 - 2020)                                            |
| Total                    | Total       | Total | Total   | 225                                                 | 107      | 119      | .473       | Recorde de Pós - Temporada Total (1883 – 2020)                     | Recorde de Pós - Temporada Total (1883 – 2020)                                                             | Recorde de Pós - Temporada Total (1883 – 2020)                                              |
| Total                    | Total       | Total | Total   | 21,077                                              | 11,125   | 9,953    | .528       | Recorde de Temporada Regular e Pós - Temporada Total (1883 – 2020) | Recorde de Temporada Regular e Pós - Temporada Total (1883 – 2020)                                         | Recorde de Temporada Regular e Pós - Temporada Total (1883 – 2020)                          |
| Total                    | Total       | Total | Total   | 7 World Series, 24 Pennants e 19 Títulos de Divisão |          |          |            |                                                                    | |                                                                                             |

## Recorde por Década
A tabela que segue descreve os resultados do Los Angeles Dodgers por década desde que começou a competir. Com base nas estatísticas da Baseball-Reference.com's Los Angeles Dodgers History & Encyclopedia.
| Década | Vitórias | Derrotas | %    |
| ------ | -------- | -------- | ---- |
| 1880   | 410      | 764      | .349 |
| 1890   | 722      | 644      | .529 |
| 1900   | 649      | 809      | .445 |
| 1910   | 696      | 787      | .469 |
| 1920   | 765      | 768      | .499 |
| 1930   | 734      | 793      | .481 |
| 1940   | 894      | 646      | .581 |
| 1950   | 913      | 630      | .592 |
| 1960   | 878      | 729      | .546 |
| 1970   | 910      | 701      | .565 |
| 1980   | 825      | 741      | .527 |
| 1990   | 797      | 757      | .513 |
| 2000   | 862      | 758      | .532 |
| 2010   | 919      | 701      | .567 |
| 2020   | 43       | 17       | .717 |
| Total  | 11017    | 9835     | .528 |